# Хатисберг (Мисисипи)
Хатисберг (енгл. Hattiesburg) град је у америчкој савезној држави Мисисипи.

## Демографија
По попису из 2010. године број становника је 45.989, што је 1.21 (2,7%) становника више него 2000. године.
| Група             | 2000.          | 2010.          |
| Белци             | 22.060 (49,3%) | 18.615 (40,5%) |
| Афроамериканци    | 21.200 (47,3%) | 24.391 (53,0%) |
| Азијати           | 547 (1,2%)     | 435 (0,9%)     |
| Хиспаноамериканци | 630 (1,4%)     | 1.996 (4,3%)   |
| Укупно            | 44.779         | 45.989         |